# Goroka
Goroka is een stad in Papoea-Nieuw-Guinea en is de hoofdplaats van de provincie Eastern Highlands.
Goroka telde in 2000 bij de volkstelling 18.618 inwoners.

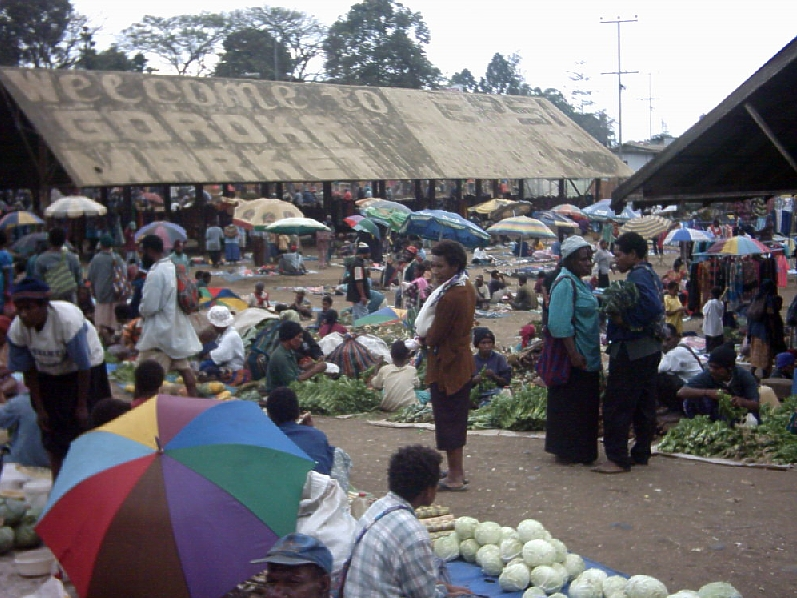
Markt in Goroka